# Nildo
Nildo (sinh ngày 23 tháng 8 năm 1993) là một cầu thủ bóng đá người Brasil cho Fukushima United FC.

## Thống kê câu lạc bộ
Cập nhật đến ngày 20 tháng 2 năm 2018.
| Thành tích câu lạc bộ | Thành tích câu lạc bộ | Thành tích câu lạc bộ | Giải vô địch | Giải vô địch | Cúp                   | Cúp                   | Tổng cộng | Tổng cộng |
| Mùa giải              | Câu lạc bộ            | Giải vô địch          | Số trận      | Bàn thắng    | Số trận               | Bàn thắng             | Số trận   | Bàn thắng |
| Nhật Bản              | Nhật Bản              | Nhật Bản              | Giải vô địch | Giải vô địch | Cúp Hoàng đế Nhật Bản | Cúp Hoàng đế Nhật Bản | Tổng cộng | Tổng cộng |
| --------------------- | --------------------- | --------------------- | ------------ | ------------ | --------------------- | --------------------- | --------- | --------- |
| 2014                  | Tokyo Verdy           | J2 League             | 24           | 2            | 1                     | 0                     | 25        | 2         |
| 2015                  | Consadole Sapporo     | J2 League             | 13           | 0            | 3                     | 1                     | 16        | 1         |
| 2017                  | Fukushima United FC   | J3 League             | 12           | 4            | –                     | –                     | 12        | 4         |
| Tổng                  | Tổng                  | Tổng                  | 49           | 6            | 4                     | 1                     | 53        | 7         |